# Joseph Hambro
Joseph Hambro (født 4. november 1780 i København, død 3. oktober 1848 i London) var en dansk handelsmand, far til Carl Joachim Hambro.

## Uddannelse
Hambro var søn af silke- og klædekræmmer Calmer (Kaiman) Joachim Hambro (1747-1806) og Thobe (Dorothea) Levy (1756-1820). Forældrene var uformuende, og, som det på den tid var almindeligt blandt sønner af fattig jødisk familie, begyndte han allerede i trettenårsalderen at ernære sig selv ved omløbet med varer. Imidlertid var han så heldig i sit syttende år at kunne rejse til Hamborg, hvor han fik en ypperlig handelsuddannelse hos firmaet Fürst, Haller & Co.

## Karriere
Tre år efter etablerede han sig i København som kræmmer, men det varede ikke længe, før hans virksomhed begyndte at antage et større omfang, så at han efterhånden kom ind på mangfoldige andre forretningsområder. Hambro var en type på de ikke få købmænd fra århundredets første del, der fra en ganske ringe begyndelse svang sig op til at blive handelsherrer i største stil. I hans ældre alder, da han var en rig mand og førte et stort hus, var det ham en særlig fornøjelse, når han i samtalens løb kunde få lejlighed til at omtale de gamle tider, da han gik om i husene og solgte seler og strømper. Til en sådan udvikling hørte der naturligvis heldige ydre omstændigheder, og sådanne frembød sig for en driftig natur i rigeligt mål under de urolige forhold fra 1807-13 og i den følgende periode.

### Personlighed
Det vigtigste var dog de personlige egenskaber. Hvad nu disse angik, har traditionen om Hambro opbevaret adskillige småtræk – af større eller mindre pålidelighed -, der tyder på, at han har været i besiddelse af en del snuhed og med en vis hensynsløshed har udnyttet de lejligheder til fortjeneste, der tilbød sig. Han siges også i forretningsanliggender ofte at have været smålig og nøjeregnende, medens han i sit private liv kunne være særdeles rundhåndet. Men ved siden heraf må hans fremragende egenskaber fremhæves: Et klart og omfattende blik for samfundets fornødenheder og en ufortrøden energi, der stadig bragte ham til at begynde på og med held at gennemføre helt nye foretagender, der ikke alene bragte ham selv fordel, men også var til største nytte for landet. Hertil kom, at han forstod at skaffe sig dygtige medarbejdere, fx hofråd George Gerson og senere A.N. Hansen. Hans solide og dygtige egenskaber som købmand viste sig også deri, at han var i stand til at danne skole, i det så overordentlig mange af de mænd, der er blevet uddannede i hans forretning, senere have udmærket sig som købmænd både i Danmark og i udlandet.
Under de livlig vekslende forhold måtte mange af de store handelshuse, der før og under krigen havde samlet sig store rigdomme, bukke under, og der kom også for Hambro tider, hvor de skiftende konjunkturer bragte hans opsamlede formue til at smuldre bort. Men i modsætning til, hvad der var tilfældet med så mange købmænd, kom netop ved sådanne lejligheder hans dygtigste egenskaber frem og bragte ham frelst over skærene. Han mistede aldrig sin besindighed, men forstod at gribe de halmstrå, ved hvis hjælp han kunne komme opad igen.

### Forretningsområder
Grundlaget til sin formue lagde han ved sin bankierforretning, særlig ved overtagelse af statslån for den danske og norske stat. Allerede i 1813 kom han i forbindelse med Ernst Schimmelmann, og han besørgede senere en stor del af finansernes forretninger. 1821 negocierede han det dansk-engelske statslån. Med den norske regering kom han 1822 i forbindelse i anledning af forhandlinger om overtagelse af nogle af Norges betalinger til den danske statskasse. Som et kuriosum fra den tid kan det nævnes, at begyndelsen af forhandlingerne måtte føres i svensk Svinesund, fordi Hambro som jøde ikke måtte opholde sig i Norge. Senere besøgte han dog nogle gange Norge, idet der blev set igennem fingre med denne overtrædelse af grundloven. Det er fra norsk side (fx i P.C. Holsts optegnelser) blevet antydet, at han ved disse transaktioner benyttede sig af Norges finansielle nød til at foreskrive særdeles hårde betingelser, og sikkert er det, at forretningerne bragte ham selv betydelig pekuniær fordel. Men i øvrigt er der ingen anledning til at antage, at hans betingelser var anderledes, end hvad enhver anden finansmand på de tider og under den givne situation vilde have forlangt. Dernæst må det erindres, at der foruden Hambro næppe var ret mange firmaer, der overhovedet kunne have udført de pågældende transaktioner. Til at skaffe de fornødne pengemidler til veje fra udlandet hørte der både et betydeligt talent og en grundmuret anseelse.

### Fabrikant
En virksomhed af overordentlig betydning påbegyndte Hambro i trediverne ved sine industrielle anlæg på Bodenhoffs Plads på Christianshavn. Virksomheden her bestod i en dampmølle (den første i Danmark), en risafskalningsmølle, et bageri for skibsbrød og et salteri. Disse etablissementer gav anledning til en stor udførsel af mel, flæsk osv. Også på andre områder var Hambro banebrydende. Således var han fx den første her hjemme, der begyndte på forsendelsen af hermetisk opbevarede levnedsmidler.

### I London
Efter at hans søn, Carl Joachim Hambro, havde bosat sig i London, flyttede han selv derover 1840 og levede der resten af sit liv som bankier.
Herhjemme overdroges senere hans bankierforretning til Smidt & le Maire, medens virksomhederne på Bodenhoffs Plads overtoges af A.N. Hansen & Co. Som en grund til, at han forlod Danmark, anføres hans utilfredshed med, at den danske toldforvaltning ikke tillod ham at udvikle sin forretning således, som han ønskede. Til trods for, at han havde expatrieret sig, vedblev han dog at nære interesse for Danmark, dels ved at vise gæstfrihed mod danske, der kom til London, og dels ved de summer, han såvel i levende live som ved testamentarisk disposition skænkede til hjemlige øjemed. Hans store legater kom særlig den jødiske menighed i København og danske handelsmænds trængende efterladte til gode. 1821 var han blevet udnævnt til hofråd og 1838 til Ridder af Dannebrog. Han døde 3. oktober 1848 og er begravet på den mosaiske kirkegård i London.

## Ægteskab
Hambro ægtede 12. januar 1807 i Københavns Synagoge Marianne von Halle (1786 i København - 9. januar 1838 i privatpleje i Roskilde under opsigt af Sct. Hans Hospital), datter af grosserer Wulf Levin von Halle (1755-1828) og Priwche Goldschmidt (1761-1807), men hans ægteskabelige liv blev ikke lykkeligt, da hustruen tidlig blev sindssyg.
Han bestilte af maleren Ernst Meyer maleriet En romersk gadeskriver læser et brev højt for en ung pige (1829, Thorvaldsens Museum, ændret gentagelse i Ny Carlsberg Glyptotek 1840).
Han ejede Øregaard i Hellerup, hvor Hambros Allé over for landstedet er opkaldt efter ham.

## Gengivelser
- Portrætmaleri af C.A. Jensen 1831, efter dette kopier (Børsen)
- Miniature
- Buste af H.W. Bissen 1851 (Statens Museum for Kunst) og 1853 (Statens Museum for Kunst; Hambros Bank, London; Det Nationalhistoriske Museum på Frederiksborg Slot)